# Innocence (roman)
Innocence est un roman autobiographique d'Eva Ionesco publié 23 août 2017 aux éditions Grasset.

## Écriture du roman
Eva Ionesco, dont l'enfance a été violemment marquée par l'attitude de sa mère – la photographe Irina Ionesco qui mettait en scène une hyperérotisation de sa fille confinant à la pédopornographie –, avait précédemment évoqué son adolescence dans son premier film My Little Princess sorti en 2011,. En 2015, c'est son mari, Simon Liberati, qui écrit un livre sur elle, et les abus qu'elle a subi, intitulé Eva. Dans la continuité de ce travail autobiographique, le couple décide d'écrire en parallèle l'histoire de leurs enfances et plus particulièrement de leurs pères respectifs, question qu'Eva Ionesco n'avait que très peu abordée jusque-là. L'auteure choisit également de focaliser son récit sur sa petite enfance et ses souvenirs les plus lointains ainsi que sur la période durant laquelle elle est confiée à la DDASS.
Le titre du livre, catégorisé comme un « roman », fait référence à une phrase d'Irina Ionesco qui, lorsqu'elle utilisait sa fille pour des mises en scène obscènes, disait à ses interlocuteurs « Ce n'est pas grave, la petite est innocente ».

## Réception critique
Lors de sa parution, le roman est particulièrement remarqué par la critique,,, et les médias qui couvrent largement sa promotion,.

## Éditions
- Éditions Grasset, 2017  (ISBN 9782246858386)[8].